# باباکندی‌رود
باباکندی‌رود یکی از روستاهای استان آذربایجان شرقی است که در دهستان آلمالو بخش مرکزی شهرستان هشترود واقع شده‌است. جمعیت این روستا۴۰۰نفر و محصول عمده کشاورزی گندم وباغی سیب می‌باشد دارای جمعیتی اکثراً تحصیل کرده دسترسی به منابع ابی باعث خوش اب هوای بودن و سرسبز بودن ان شده در کیلومتر ۸۹ اتوبان تبریز زنجان می‌باشد فاصله تا هشترود ۱۶ کیلومتر وتا تبریز ۸۹ کیلومتر درگذشته نه چندان دور این روستا یکی از اصلی‌ترین محل سکونت اقوام بهایی بود.
روستای باباکندی از قدیم به دلیل داشتن افراد متفکر و باسواد مشهور بوده و در حال حاضر سرانه میزان تحصیل کرده و دانشجو در این روستا نسبت به دیگر روستاهای منطقه رقم قابل توجهی است. تقریبا کمتر رشته ای است که یکی از اهالی این روستا در آن فارغ التحصیل و یا دانشجو نبوده باشند. در آزمون کنکور دانش آموزان این روستا عملکرد بسیار درخشانی داشتند و در سطح منطقه حائز بهترین رتبه های کنکور هستند